# Eusebio Acasuzo
Eusebio Alfredo Acasuzo Colán (* 8. April 1952 in Lima) ist ein ehemaliger peruanischer Fußballtorwart. Er nahm für sein Land an der Fußball-Weltmeisterschaft 1982 teil.

## Karriere

### Verein
Acasuzo begann, zunächst als Stürmer, in Huaral mit dem Fußballspielen. Noch als Jugendlicher wurde er von dem ansässigen Klub Unión Huaral verpflichtet. Mit Unión wurde er 1976 peruanischer Meister. 1977 wechselte er zu  Universitario de Deportes. Mit diesem Verein gewann er 1982 erneut die peruanische Meisterschaft.
Nach einer Spielzeit bei Deportivo Junín ging er 1985 ins Ausland zum Club Bolívar nach Bolivien. Dort gewann er 1985 die bolivianische Meisterschaft. Nach einem erneuten Wechsel zu Unión Huaral beendete er 1987 dort seine Profilaufbahn.

### Nationalmannschaft
Bei der Copa América 1975 gewann Acasuzo ohne vorherigen Länderspieleinsatz als Ersatztorhüter hinter Ottorino Sartor und ohne im Verlauf des Turniers eingesetzt zu werden, die südamerikanische Meisterschaft.
Sein erstes Länderspiel für die peruanische Nationalmannschaft bestritt Acasuzo am 25. Juli 1979 in einem Spiel gegen Kolumbien.
Bei der Copa América 1979 war Peru als Titelverteidiger für das Halbfinale gesetzt. Acasuzo stand in den beiden Halbfinalspielen gegen Chile im Tor. Die Peruaner schieden nach einer Niederlage und einem Unentschieden aus und konnten ihren Titel von 1975 nicht verteidigen.
Acasuzo gehörte zum peruanischen Aufgebot bei der Fußball-Weltmeisterschaft 1982 in Spanien. Als Ersatztorhüter, diesmal hinter Ramón Quiroga, kam er im Verlauf des Turniers nicht zum Einsatz. Peru schied bereits nach der Gruppenphase aus.
Bei der Copa América 1983 wurde Acasuzo erneut in den peruanischen Kader berufen. Er wurde in allen sechs Spielen der Peruaner während des Turniers eingesetzt. Wie bereits vier Jahre zuvor schied Peru nach einer Niederlage und einem Unentschieden im Halbfinale, diesmal gegen den späteren Sieger Uruguay, aus dem Turnier aus.
Seinen letzten Einsatz in der Nationalmannschaft hatte Acasuzo am 27. Oktober 1985 bei der 2:4-Niederlage im Qualifikationsspiel zur WM 1986 gegen Chile, bei dem er in weniger als 20 Minuten drei Gegentreffer hinnehmen musste und ausgewechselt wurde. Nach dem Spiel wurde er von der Presse und der Öffentlichkeit heftig kritisiert.
Zwischen 1979 und 1985 bestritt Acasuzo insgesamt 30 Länderspiele für sein Heimatland.

## Erfolge
- Südamerikanischer Meister: 1975
- Peruanischer Meister: 1976, 1982
- Bolivianischer Meister: 1985